# Thorybothrips yuccae
Thorybothrips yuccae är en insektsart som beskrevs av Dudley Moulton 1929. Thorybothrips yuccae ingår i släktet Thorybothrips och familjen rörtripsar. Inga underarter finns listade i Catalogue of Life.